# Kareela, New South Wales
Kareela este o suburbie în Sydney, Australia.